# Heinrich von Senitz
Heinrich von Senitz (* 1533; † 31. August 1596) war ein schlesischer Adeliger, Fürstlicher Rat, Landeshauptmann des Herzogtums Brieg sowie Erster Kammerherr.

## Leben
Heinrich von Senitz entstammte dem Adelsgeschlecht Senitz. Seine Eltern waren Caspar von Senitz († 1569) und Anna, geborene von Zedlitz († 11. November 1578). Heinrich von Senitz diente am Hof des polnischen Königs Sigismund II. als Erster Kammerherr. Als Hauptmann der Weichbilder Strehlen und Nimptsch und Vorsitzender der Brieger herzoglichen Regierung übernahm er zudem den Vorsitz der dortigen Verwaltung und besaß des Recht, den Herzog bei Abwesenheit zu vertreten. Neben seinen ererbten Gütern erwarb er 1587 von Georg von Logau das einen Kilometer nördlich von Nimpsch liegende Gut Vogelsang.

## Familie
Heinrich von Senitz war in erster Ehe mit Kunigunde von Bunsch († 20. November 1568) verheiratet. Nach deren Tod vermählte er sich am 26. Februar 1571 mit Ursula von Metzrode und in dritter Ehe mit Helene von Rotkirch. Seine Söhne waren Heinrich von Senitz der Jüngere († 16. August 1624) und Melchior von Senitz (* 1574; † 24. August 1642).